# Cătălina Cioaric
Cătălina Cioaric (n. 11 februarie 1982 în Galați) este o handbalistă română care joacă pentru clubul CSM Galați.

## Biografie
Cătălina Cioaric a debutat în handbal la CSȘ Galați în anul 1996, sub îndrumarea profesorului Dan Patache. Ea a fost componentă a naționalei de junioare, cu care a a câștigat medalia de aur la Campionatul European ediția 1999 din Germania. Împreună cu echipa de tineret a României a participat la Campionatul European ediția 2000 din Franța. România a câștigat titlul european învingând în finală Rusia cu scorul de 30-28. A fost prima dată convocată la naționala de senioare în 2005, cu care a luat parte la Campionatul European din 2008. De aemenea, în 2008 a participat cu selecționata României la Campionatul Mondial Universitar Italia 2008, unde aceasta a obținut medaliile de bronz.
Până în anul 2013 a evoluat pentru echipa HC Oțelul Galați și apoi HC Danubius Galați, care în 2012 a preluat Oțelul. După retrogradarea, la sfârșitul sezonului 2012-2013, a echipei gălățene, Cioaric s-a transferat la SCM Craiova. În vara anului 2016 a semnat cu CS Măgura Cisnădie iar în noiembrie 2016 după 10 meciuri jucate s-a despărțit de echipa sibiană și s-a transferat la HCM Râmnicu Vâlcea, pentru care a evoluat restul sezonului 2016-2017. După un an de pauză, în 2018, Cioaric a revenit pe terenul de joc și a semnat cu CSM Galați.

## Palmares
- Campionatul European pentru Junioare:
  -  Câștigătoare: 1999

- Campionatul European pentru Tineret:
  -  Câștigătoare: 2000

- Campionatul Mondial Universitar:
  -  Medalie de bronz: 2008

- Cupa Cupelor:
  - Sfertfinalistă: 2009
  - Optimi: 2016
  - Turul 3: 2012, 2013

- Cupa EHF:
  - Turul 3: 2010

- Liga Națională:
  -  Medalie de bronz: 2008

- Cupa României:
  -  Finalistă: 2011
  -  Medalie de bronz: 2002, 2015
  - Semifinalistă: 2014